# Amadjuak Lake
Der auf der Baffin-Insel südlich des Polarkreises gelegene Amadjuak Lake ist mit 3115 km² Fläche, mehr als 80 km Länge und 45 km Breite der drittgrößte Süßwasser-See des kanadischen Territoriums Nunavut. 

## Lage
Der Amadjuak Lake befindet sich im Süden der Baffin-Insel auf einer Höhe von 113 m ü. d. M. 75 km nordöstlich der Hudsonstraße und 140 km nordwestlich von Iqaluit am Rande der Großen Ebene von Koukdjuak und bildet zusammen mit dem größten See der Baffin-Insel, dem Nettilling Lake, in den er nordwärts über den Amadjuak River abfließt, sowie dem ihm südlich anhängenden Mingo Lake und einer Vielzahl von kleineren Gewässern, Tümpeln und Flussstauungen ein ausgedehntes Seengebiet, das sich schließlich über den engen Koukdjuak River in das Foxe Basin ergießt. 
Bekannt ist der See durch eine Besonderheit in der Arktis – 30 m hohe, durch die Seewellen ausgewaschene, ihn überragende Kalksteinklippen, die von der umgebenden Ebene abfallen. Von ihnen hat der See vermutlich auch seinen Namen: Angmaakjuak, wie die Inuit ihn bezeichnen, bedeutet „großer Feuerstein“.
Die erste Besiedlung der Ebene von Koukdjuak erfolgte vor mehr als 4000 Jahren. Zwischen 1924 und 1926 hielt sich Joseph Dewey Soper (1893–1982) als Regierungsbeauftragter im Seengebiet auf und erforschte die Region von der Hudson Strait bis zum Nettilling Lake. Wegen des Karibu- und Fischreichtums hatten hier viele Inuit ihre Camps. Seit etwa fünf Jahrzehnten ist die Gegend jedoch nicht mehr dauerhaft bewohnt; die Inuit leben jetzt in den Siedlungen Kinngait und Kimmirut und kommen nur in ihrer Freizeit zum Jagen und Fischen an den Amadjuak-See.

## Seefauna
Wie im Nettilling Lake kommen im Amadjuak-See drei Fischarten vor: Wandersaibling (Salvelinus alpinus), Neunstachliger Stichling (Pungitius pungitius) und Dreistachliger Stichling (Gasterosteus aculeatus).
Die Tundra rund um das gesamte Seengebiet dient Karibuherden als Futterplatz und Region zum Kalben. Hier entwickelt sich in den Frühjahrs- und frühen Sommermonaten die umfassendste Karibu-Konzentration des kanadischen Archipels, und der Hauptwanderweg dieser Tiere führt im Frühjahr und Herbst am Amadjuak-See vorbei.